# Horacio García Fernández
Horacio García Fernández (Barcelona, 1935) és un pedagog i químic mexicà d'origen català, exiliat a Mèxic després de la guerra civil espanyola.
En acabar la guerra civil es va exiliar amb els seus pares a França, d'on el mateix 1939 van marxar cap a Mèxic. Va estudiar a diverses escoles per a fills d'exiliats, entre elles l'Instituto Luis Vives, i es graduà en química metal·lúrgica a la UNAM el 1960 mentre estudiava pedagogia a l'Escuela Normal Superior (1961-1965).
Després va treballar com a professor a l'Instituto Luis Vives i des del 1961 a l'Escuela Ciudad de México, de la que en fou nomenat sotsdirector el 1972. Alhora va col·laborar amb el Servicio de Educación Pública en l'edició de llibres de texts i com a coordinador de guions de ciències naturals per a "Telesecundaria". El 1981 va formar part de la redacció de la revista científica Chispa, on va publicar nombrosos articles de caràcter divulgatiu. El 1986 fou cap del departament editorial de l'Instituto Nacional del Consumidor i poc després fou nomenat Secretari d'Educació Preuniversitària i de Divulgació de la Química a la UNAM, des d'on organitzà programes i llibres de text d'ensenyament preuniversitari
El 1987 fou un dels fundadors de la Sociedad Mexicana para la Divulgación de la Ciencia y la Técnica, i el 1996 va rebre el Premi Nacional de Divulgació de la Ciència. També ha estat secretari de l'Associació Mexicana de Periodisme Científic

## Obres
- Las huellas del átomo (2002)
- La bomba y sus hombres Arxivat 2014-09-08 a Wayback Machine.
- La química en el arte
- La cacería del genoma humano (2008)